# Praça de Almeida Garrett

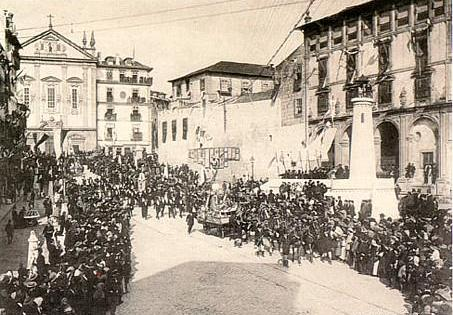
A praça em 1894, com a Igreja dos Congregados, à esquerda, e o Mosteiro de São Bento de Avé-Maria, à direita, já sem os seus claustros, que haviam sido demolidos para alargamento da via.

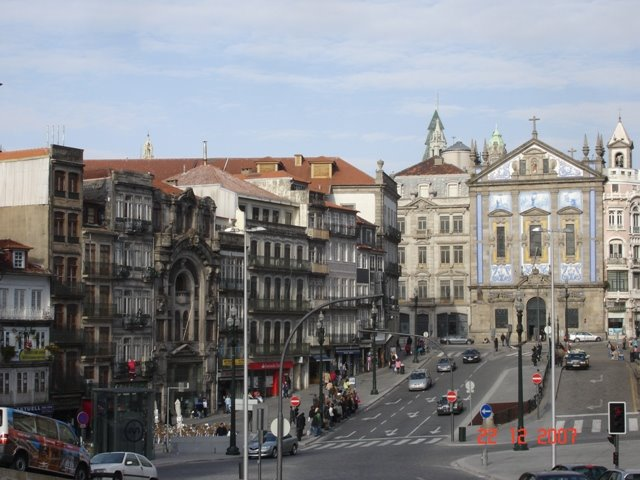
Vista atual dos lados poente e norte da praça, com a Igreja dos Congregados à direita.

A Praça de Almeida Garrett — popularmente conhecida como São Bento — é um largo na freguesia da Sé da cidade do Porto, em Portugal.

## Origem do nome
A praça deve o seu nome ao poeta, dramaturgo e orador parlamentar João Baptista da Silva Leitão de Almeida Garrett, nascido no Porto em 1799.

## História
No local onde atualmente se encontra a Praça de Almeida Garrett juntavam-se dois ribeiros — um, que nascia na zona do atual Marquês, descia pela Quinta do Laranjal (a Avenida dos Aliados dos nossos dias) e passava pelo antigo Campo das Hortas (atual Praça da Liberdade); e outro, que tinha a sua origem nas elevações da Fontinha, descia pelo atual Mercado do Bolhão, onde se lhe juntavam as águas de um pequeno ribeiro e descia o que é na atualidade a Rua de Sá da Bandeira — para formarem o rio da Vila. Este curso de água continuava depois o seu percurso por onde hoje estão as ruas de Mouzinho da Silveira e de São João, desaguando no rio Douro junto da Praça da Ribeira.
Vem já de tempos muito recuados a existência de um caminho nesta zona. De facto, este constituía um dos eixos viários que, saindo pela Porta de Vandoma do núcleo primitivo do Porto amuralhando em torno da Sé, descia pelas ruas Chã e do Loureiro seguindo, depois, em direção a Guimarães, pelo caminho do Bonjardim.
Com o crescimento da cidade e a consequente construção de um novo e muito mais alargado perímetro amuralhado — a Muralha Fernandina, — foi sentida a necessidade de logo abrir aí, primeiro, um postigo e, em 1409, uma porta: a Porta de Carros. Terá sido também nessa altura que se terão encanado os ribeiros que aí se juntavam. Para além de Guimarães, a Porta de Carros passou também a ligar à estrada de Braga, através da Estrada das Hortas, mandada alinhar a alargar por D. João I, que, através do Campo das Hortas (hoje Praça da Liberdade), seguia pelas atuais Rua da Fábrica, Praça de Guilherme Gomes Fernandes, Largo do Moinho de Vento e Praça de Carlos Alberto. Apesar da sua relevância como ponto de passagem, nos inícios do século XVI, esta continuava a ser a maior zona intramuros não urbanizada, constituída quase exclusivamente por "pomares, hortas, fontes e sua água", como se lê num documento de doação.
No entanto, tudo começou a mudar quando, em 1518, se iniciou a construção do Mosteiro de São Bento de Avé-Maria, junto às muralhas, nos terrenos das hortas do bispo. Pouco depois, em 1521, por iniciativa do rei D. Manuel I, começou também a ser aberta a Rua de Santa Catarina das Flores, atual Rua das Flores. Ligando o Largo de São Domingos ao novo mosteiro, este arruamento vinha permitir que as mercadorias desembarcadas na Ribeira pudessem aceder rápida e diretamente à Porta de Carros e, daí, seguissem, por via terrestre, para todo o interior norte de Portugal.
A construção do convento beneditino acarretou o encerramento da porta da muralha existente "junto à Fonte da Teresa" — no local onde aproximadamente hoje termina a Rua da Madeira — obrigando à abertura, "a pouco mais de cem passos para o lado do oriente", de uma nova e monumental Porta de Carros, defendida por duas enormes torres. Vários testemunhos referem-se ao mosteiro das monjas beneditinas como uma maravilha em decoração e magnificência, deduzindo-se ter predominado inicialmente o estilo manuelino. Deduz-se, pois foram muitas as alterações que a igreja e o convento sofreram durante os séculos, a última das quais motivada por um violento incêndio que vitimou o mosteiro em 1783.
Entretanto, em 1680, chegaram ao Porto dois padres da Congregação do Oratório da Regra de São Filipe Néri com o objetivo de fundarem um convento na cidade. Após terem considerado outras hipóteses, os congregados acabaram por se instalar numa capela que, 1662, tinha sido construída em louvor de Santo António, do lado de fora das muralhas, mas mesmo em frente à Porta de Carros. Esta pequena capela acabou por dar lugar a uma grande igreja, construída em 1703 — a Igreja dos Congregados —, e que hoje delimita, a norte, a Praça de Almeida Garrett. Entretanto, ultrapassada a sua função defensiva, alguns tramos da Muralha Fernandina começaram a ser derrubados. Em 1794, aproveitando essas demolições, os frades do vizinho Convento dos Lóios fizeram obras de ampliação, construindo o que hoje é o Palácio das Cardosas, com uma nova fachada voltada para a Praça Nova das Hortas, atual Praça da Liberdade. O convento dos lóios confinava, a oriente, com as traseiras da fila de casas baixas que existiam à face da, relativamente estreita, Rua da Porta dos Carros (antepassada direta da atual Praça de Almeida Garrett), frente ao Mosteiro de São Bento.
As exigências do trânsito levaram ao derrube da Porta de Carros em 1827, do adro da Igreja dos Congregados em 1836, e dos claustros do Mosteiro de São Bento em 1894. A centralidade do local foi aumentando com a progressiva valorização da vizinha Praça de D. Pedro IV (hoje Praça da Liberdade) que, desde a fixação aí dos Paços do Concelho (1819), se tornara o centro cívico da cidade. A abertura da ampla Rua de Mouzinho da Silveira (1875) — mais uma ligação entre a antiga baixa e a nova—, a inauguração da Ponte Luís I (1886) — estabelecendo uma ligação rodoviária, à quota alta, à margem sul do Douro—, bem como a extensão da via férrea até ao local (1896) — com a consequente construção da estação central, a Estação de São Bento (1900-1915)— tudo foram fatores que reforçaram a importância da Praça de Almeida Garrett.
A Estação de São Bento, projeto do arquiteto Marques da Silva, foi construída no terreno até aí ocupado pelo mosteiro das freiras beneditinas, condenado desde que, em 1834, tinha sido decretada a extinção das ordens religiosas em Portugal. A construção da estação de caminho-de-ferro levou também ao alargamento da praça. Com o objetivo da facilitar o acesso automóvel entre a Baixa do Porto e a estrada para Lisboa, procedeu-se à demolição de praticamente todo o quarteirão a sul da praça — de incalculável valor histórico e patrimonial —, rasgando-se, na década de 1950, uma ampla avenida de ligação ao tabuleiro superior da ponte D. Luís: a atual Avenida de D. Afonso Henriques.
A última grande intervenção urbanística na praça ocorreu em 2005 aquando da construção da linha D do Metro do Porto e da respetiva estação de metro, da autoria do arquiteto Siza Vieira.

## Pontos de interesse
- Estação Ferroviária de Porto-São Bento, inaugurada em 1915 de acordo com o projeto do arquiteto Marques da Silva, localizada no lado nascente da praça.
- Frente urbana do lado poente da praça: extensa série de típicas fachadas portuenses do século XIX.
- Igreja dos Congregados, construída em 1703, localizada no lado norte da praça.

## Acessos
- Estação Ferroviária de Porto-São Bento
- Estação São Bento (Metro do Porto)
- Linhas ZH, 200, 202, 207, 301, 303, 305, 500, 900, 901, 904, 905 e 906 dos STCP.